# I Need You Tonight
"I Need You Tonight" é um single do rapper britânico Professor Green produzido por The ThundaCatz. O single foi lançado em 9 de abril de 2010 como download digital e como CD single no dia seguinte.

## Lista de faixas
| N.º | Título                                       | Duração |  |
| 1.  | "I Need You Tonight"                         | 3:45    |  |
| 2.  | "I Need You Tonight" (Doman & Gooding Remix) | 4:20    |  |
| 3.  | "I Need You Tonight" (Gramophonedzie Remix)  | 6:50    |  |
| 4.  | "I Need You Tonight" (Instrumental)          | 3:44    |  |
| 5.  | "Hard Night Out"                             | 3:16    |  |
| 6.  | "I Need You Tonight" (Video)                 | 3:34    |  |